# سينثيا كورلا
سينثيا كورلا بريسيليا، Cynthia Corla (ولدت في 4 يوليو 1974) هي شخصية مشهورة على الإنترنت ومغنية وممثلة إندونيسية.

## فيلموغرافيا

### برنامج تلفزيوني
| سنة  | عنوان                       | دور            | ملحوظات  |
| ---- | --------------------------- | -------------- | -------- |
| 2023 | Ramadan Itu Berkah          | النجم الضيف    |          |
| 2023 | Lapor Pak!                  | النجم الضيف    |          |
| 2023 | Miss Mega Bintang Indonesia | القاضي المشارك |          |
| 2023 | D'Koplo                     | القاضي المشارك | الموسم 1 |
| 2025 | Catatan Demokrasi           | شخص المصدر     |          |

## الجوائز والترشيحات
جوائز AMI لأفضل فنان/مجموعة/تعاون في مجال موسيقى الدانغدوت الإلكترونية للرجال/النساء.
| سنة  | الجوائز                  | فئة                                                              | ترشيح                          | نتائج |
| ---- | ------------------------ | ---------------------------------------------------------------- | ------------------------------ | ----- |
| 2023 | Anugerah Musik Indonesia | أفضل فنان/فنانة منفرد/مجموعة/تعاون في موسيقى دانغدوت الإلكترونية | "No Comment" (معاً Tuty Wibowo) | فوز   |
| 2023 | Dahsyatnya Awards        | Si Paling Viral Terdahsyat                                       | Cynthia Corla Pricillia        | رُشِّح   |